# Петер Модош
Петер Модош (угор. Módos Péter, 17 грудня 1987) — угорський борець греко-римського стилю, олімпійський медаліст, призер [[[Чемпіонат світу з боротьби|чемпіонатів світу]] та Європи.

## Життєпис
Боротьбою почав займатися з 1992 року. Був бронзовим призером чемпіонату Європи 2004 року серед кадетів та бронзовим призером чемпіонату Європи 2005 року серед юніорів. У 2006 та 2007 роках вигравав юніорську континентальну першість. У 2005 та 2006 роках ставав бронзовим призером чемпіонату світу серед юніорів.
Виборов право на виступ на літніх Олімпійських іграх 2008 року, але змушений був знятися зі змагань через медичні причини лише за кілька днів до змагань, квота дісталася Грегорі Саррасіну зі Швейцарії}}.

## Спортивні результати на міжнародних змаганнях

### Виступи на Олімпіадах
| Змагання                    | Збірна   | Вагова категорія                 | Місце  |
| --------------------------- | -------- | -------------------------------- | ------ |
| Літні Олімпійські ігри 2012 | Угорщина | греко-римська боротьба, до 55 кг | Бронза |

### Виступи на Чемпіонатах світу
| Змагання                        | Збірна   | Вагова категорія                 | Місце  |
| ------------------------------- | -------- | -------------------------------- | ------ |
| Чемпіонат світу з боротьби 2009 | Угорщина | греко-римська боротьба, до 55 кг | 21     |
| Чемпіонат світу з боротьби 2010 | Угорщина | греко-римська боротьба, до 55 кг | 5      |
| Чемпіонат світу з боротьби 2011 | Угорщина | греко-римська боротьба, до 55 кг | 5      |
| Чемпіонат світу з боротьби 2013 | Угорщина | греко-римська боротьба, до 55 кг | Бронза |
| Чемпіонат світу з боротьби 2014 | Угорщина | греко-римська боротьба, до 59 кг | 18     |

### Виступи на Чемпіонатах Європи
| Змагання                         | Збірна   | Вагова категорія                 | Місце  |
| -------------------------------- | -------- | -------------------------------- | ------ |
| Чемпіонат Європи з боротьби 2008 | Угорщина | греко-римська боротьба, до 55 кг | Бронза |
| Чемпіонат Європи з боротьби 2010 | Угорщина | греко-римська боротьба, до 55 кг | Бронза |
| Чемпіонат Європи з боротьби 2012 | Угорщина | греко-римська боротьба, до 55 кг | Срібло |
| Чемпіонат Європи з боротьби 2016 | Угорщина | греко-римська боротьба, до 59 кг | 17     |

### Виступи на Кубках світу
| Змагання                    | Збірна   | Вагова категорія                 | Місце  |
| --------------------------- | -------- | -------------------------------- | ------ |
| Кубок світу з боротьби 2006 | Угорщина | греко-римська боротьба, до 55 кг | 6      |
| Кубок світу з боротьби 2008 | Угорщина | греко-римська боротьба, до 55 кг | Бронза |
| Кубок світу з боротьби 2010 | Угорщина | греко-римська боротьба, до 55 кг | Бронза |
| Кубок світу з боротьби 2015 | Угорщина | греко-римська боротьба, до 59 кг | 5      |

### Виступи на інших змаганнях
| Змагання                                                         | Збірна   | Вагова категорія                 | Місце  |
| ---------------------------------------------------------------- | -------- | -------------------------------- | ------ |
| Олімпійський кваліфікаційний турнір з боротьби 2008 (Роме-Остія) | Угорщина | греко-римська боротьба, до 55 кг | 17     |
| Олімпійський кваліфікаційний турнір з боротьби 2008 (Новий Сад)  | Угорщина | греко-римська боротьба, до 55 кг | Бронза |
| Золотий Гран-прі з боротьби 2009                                 | Угорщина | греко-римська боротьба, до 55 кг | 5      |
| Гран-прі Німеччини з боротьби 2010                               | Угорщина | греко-римська боротьба, до 55 кг | Бронза |
| Золотий Гран-прі з боротьби 2010 (Баку)                          | Угорщина | греко-римська боротьба, до 55 кг | Золото |
| Золотий Гран-прі з боротьби 2012 (Сомбатгей)                     | Угорщина | греко-римська боротьба, до 55 кг | Срібло |
| Кубок Владислава Пітласинські 2012                               | Угорщина | греко-римська боротьба, до 55 кг | Золото |
| Кубок Якоба Курбі 2013                                           | Угорщина | греко-римська боротьба, до 55 кг | Срібло |
| Гран-прі Німеччини з боротьби 2013                               | Угорщина | греко-римська боротьба, до 55 кг | Срібло |
| Кубок Владислава Пітласинські 2013                               | Угорщина | греко-римська боротьба, до 55 кг | 5      |
| Золотий Гран-прі з боротьби 2014 (Сомбатгей)                     | Угорщина | греко-римська боротьба, до 59 кг | 11     |
| Золотий Гран-прі з боротьби 2014 (Баку)                          | Угорщина | греко-римська боротьба, до 59 кг | 22     |
| Гран-прі FILA 2015                                               | Угорщина | греко-римська боротьба, до 59 кг | 26     |
| Гран-прі Загреба з боротьби 2016                                 | Угорщина | греко-римська боротьба, до 59 кг | Золото |
| Гран-прі Угорщини з боротьби 2016                                | Угорщина | греко-римська боротьба, до 59 кг | 15     |
| Олімпійський кваліфікаційний турнір з боротьби 2016 (Улан-Батор) | Угорщина | греко-римська боротьба, до 59 кг | 8      |
| Олімпійський кваліфікаційний турнір з боротьби 2016 (Стамбул)    | Угорщина | греко-римська боротьба, до 59 кг | 24     |